# Camptopoeum bactrianum
Camptopoeum bactrianum är en biart som beskrevs av Popov 1960. Camptopoeum bactrianum ingår i släktet Camptopoeum och familjen grävbin. Inga underarter finns listade.